# Eunicella gracilis
Eunicella gracilis is een zachte koraalsoort uit de familie Gorgoniidae. De koraalsoort komt uit het geslacht Eunicella. Eunicella gracilis werd in 1992 voor het eerst wetenschappelijk beschreven door Grasshoff. 